# Hiraea reclinata
Hiraea reclinata là một loài thực vật có hoa trong họ Malpighiaceae. Loài này được Jacq. mô tả khoa học đầu tiên năm 1760.